# 金国薫
金 国薫（キム・グックン、朝鮮語: 김국훈/金國薰、1922年3月19日 - 2009年までに死去）は、朝鮮民主主義人民共和国の教員、政治家、大使。第3・4・5・7・8・9期最高人民会議代議員、人民経済大学総長（代不明）。

## 経歴
日本統治時代の咸鏡北道出身。中央大学、ソビエト連邦高級党学校卒。1958年12月に朝鮮労働党中央委員会中央党学校長、1961年4月に祖国平和統一委員会中央委員、1962年10月に金策工業大学（現・金策工業総合大学）長、1986年11月の第3期代議員選挙において第3期代議員に選出され、1986年11月の第4期代議員選挙において第4期代議員に選出され、1969年6月に再び中央党学校長を務めた。1970年11月に中央放送委員会委員長、1972年12月の第5期代議員選挙において第5期代議員に選出され、1976年4月に朝鮮職業総同盟中央委員会委員長、1982年2月28日の第7期代議員選挙において最高人民会議第7期代議員に選出された。1984年1月に党中央委員会第1部部長を務め、1986年11月の第8期代議員選挙において第8期代議員に選出され、1990年4月22日の第9期代議員選挙において第9期代議員に当選した。1990年5月に人民経済大学総長を務め、在職中の1991年7月に人民経済大学創立45周年記念報告大会における報告において金正日を『偉大な首領』、または『未来の偉大な首領』と呼称した。1993年12月に最高人民会議法制委員会委員などを務めた。1994年7月、金日成の死去に際しては国家葬儀委員会委員を務めた。このほか、諸外国の大使職などを務めた。2009年までに死去している。